# 成田空援隊
成田空援隊（なりたくうえんたい）は、成田市の市役所、青年会議所、成田国際空港株式会社等の若手・中堅により2010年7月に立ち上げられた成田のPR部隊である。